# Adriano Sofri
Adriano Sofri (né à Trieste, le 1er août 1942) est un journaliste et intellectuel italien, ancien dirigeant du groupe révolutionnaire opéraïste italien Lotta Continua dans les années 1960 et 1970, condamné pour l'assassinat du commissaire Luigi Calabresi en 1972.

## Biographie
Lotta continua est créé en septembre 1969 par « des militants du groupe Potere Operaio pisano, des militants étudiants de Turin et de Venise, et des groupes de Porto Marghera, Bologne, Naples sur une base idéologique composite : anti-stalinisme, spontanéisme, opéraïsme et maoïsme ».
C'est en 1972 que Sofri évoque lors d'une réunion à Rimini la possibilité de passer à la « lutte armée » pour contrer la violence des néo-fascistes et celle du pouvoir d'État suspecté de manipulation avec les attentats de la Piazza Fontana à Milan. Cette proposition est rejetée par la majorité des présents, mais ce discours servira d'élément à charge lors de son procès plus tard.
En 1975, lors du premier congrès national de Lotta Continua à Rome du 7 au 12 janvier, l'organisation éclate en plusieurs tendances : certains appellent à voter pour le Parti communiste italien (PCI), d'autres rejoignent  le mouvement « autonome » italien et finiront par créer des groupes pratiquant la « lutte armée » : NAP Nuclei Armati Proletari ou Prima Linea, d'autres maintiennent une structure « parti » classique. Ils finiront par rejoindre d'autres militants issus des groupes d'extrême gauche dans Democrazia Proletaria en 1978. ( DP existait depuis 1975 mais en tant que regroupement électoral et non organisation commune )
Après la dissolution de Lotta Continua, Sofri mène une carrière de journaliste, écrivant des dépêches depuis Sarajevo pendant la guerre de Bosnie pour le quotidien communiste L'Unita.
En 1988, Leonardo Marino, un ex-militant de Lotta Continua, avoue avoir servi de chauffeur lors de l'assassinat du commissaire Luigi Calabresi en 1972. Il désigne, comme commanditaires de l'attentat, Adriano Sofri et Giorgio Pietrostefani, et, comme tireur, Ovidio Bompressi. Tous étaient membres de l'organisation Lotta Continua. Arrêté la même année, pour avoir commandité cet assassinat, Adriano Sofri est finalement condamné le 22 janvier 1997, à l'issue de sept procès, à vingt-deux ans de prison. Bien qu'il ait clamé son innocence, Sofri a reconnu la responsabilité morale de l'assassinat dans une interview au Corriere della Sera. 
Sofri a été libéré de prison en janvier 2012.
L'historien italien Carlo Ginzburg a écrit un ouvrage sur le premier de ces procès, intitulé Le Juge et l’Historien et qui a paru en 1991.

### Publications d’Adriano Sofri
- De l’optimisme : écrit de la prison de Pise, trad. franç. de Jacqueline Risset, Le Manuscrit, 2002, 66 pages  (ISBN 978-2-7481-1716-5).
- La notte che Pinelli, Sellerio, 2009 ; trad. franç. de Philippe Audegean et Jean-Claude Zancarini, Les Ailes de plomb : Milan, 15 décembre 1969, Lagrasse, Éditions Verdier, 2010, 256 pages  (ISBN 978-2-86432-618-2).

### Publications sur Adriano Sofri
- Carlo Ginzburg, Il giudice e lo storico, Feltrinelli, 1991 ; trad. franç. de Myriem Bouzaher, Adelin Fiorato, Jean-Louis Fournel et al., Le Juge et l'Historien : considérations en marge du procès Sofri, Lagrasse, Éditions Verdier, Paris, 1997, 224 pages  (ISBN 978-2-86432-512-3).